# Episodi di Sabrina, vita da strega (seconda stagione)
La seconda stagione della serie televisiva Sabrina, vita da strega è stata trasmessa negli USA, dall'ABC tra il 26 settembre 1997 e il 15 maggio 1998.
In Italia è andata in onda su Italia 1 nel 1998.
L'episodio La palla del tempo fa parte di un crossover realizzato nel 1997 dalla ABC; così la storia parte nell'episodio di Sabrina, vita da strega, continua nell'episodio The Witches of Pennbrook della serie Crescere, che fatica!, per poi continuare in Un angelo poco... custode (One Dog Night, 1x07) e infine concludersi nella serie inedita in Italia You wish! (Genie Without a Cause, 1x07). 
| nº    | Titolo originale                      | Titolo italiano            | Prima TV USA      | Prima TV Italia |
| ----- | ------------------------------------- | -------------------------- | ----------------- | --------------- |
| 1 - 2 | Sabrina Gets Her License              | Strega a mezzo servizio    | 26 settembre 1997 |                 |
| 3     | Dummy for Love                        | L'incantesimo              | 3 ottobre 1997    |                 |
| 4     | Dante's Inferno                       | L'inferno di Dante         | 10 ottobre 1997   |                 |
| 5     | A Doll's Story                        | Storie di bambole          | 17 ottobre 1997   |                 |
| 6     | Sabrina, the Teenage Boy              | Un ragazzo di nome Sabrina | 24 ottobre 1997   |                 |
| 7     | A River of Candy Corn Runs Through It | Un fiume di mais candito   | 31 ottobre 1997   |                 |
| 8     | Inna-Gadda-Sabrina                    | La palla del tempo         | 7 novembre 1997   |                 |
| 9     | Witch Trash                           | Streghe paesane            | 14 novembre 1997  |                 |
| 10    | To Tell a Mortal                      | Venerdì 13                 | 21 novembre 1997  |                 |
| 11    | Oh What a Tangled Spell She Weaves    | Incantesimi maldestri      | 5 dicembre 1997   |                 |
| 12    | Sabrina Claus                         | Il Natale di Sabrina       | 19 dicembre 1997  |                 |
| 13    | Little Big Kraft                      | Il piccolo grande Kraft    | 9 gennaio 1998    |                 |
| 14    | Five Easy Pieces of Libby             | Il puzzle di Libby         | 23 gennaio 1998   |                 |
| 15    | Finger Lickin' Flus                   | L'influenza delle dita     | 30 gennaio 1998   |                 |
| 16    | Sabrina and the Beanstalk             | Il fagiolo magico          | 6 febbraio 1998   |                 |
| 17    | The Equalizer                         | L'incantesimo smascherato  | 13 febbraio 1998  |                 |
| 18    | The Band Episode                      | La band di Sabrina         | 27 febbraio 1998  |                 |
| 19    | When Teens Collide                    | Scambio d' identità        | 6 marzo 1998      |                 |
| 20    | My Nightmare the Car                  | Incubo a quattro ruote     | 20 marzo 1998     |                 |
| 21    | Fear Strikes Up a Conversation        | Il blocco della strega     | 3 aprile 1998     |                 |
| 22    | Quiz Show                             | Fuoco, acqua e vento       | 17 aprile 1998    |                 |
| 23    | Disneyworld                           | Gita a Disneyworld         | 24 aprile 1998    |                 |
| 24    | Sabrina's Choice                      | Hilda o Zelda?             | 1º maggio 1998    |                 |
| 25    | Rumor Mill                            | La voce del mulino         | 8 maggio 1998     |                 |
| 26    | Mom vs. Magic                         | Mamma o magia?             | 15 maggio 1998    |                 |

## L'inferno di Dante
- Titolo originale: Dante's Inferno
- Diretto da: Gary Halvorson
- Scritto da: Charlie Tercek

### Trama
Costretti a uscire con altri, Sabrina e Harvey cercano di rimediare con un doppio appuntamento, ma il ragazzo con cui esce Sabrina, Dante, è uno stregone che non è mai stata nel regno mortale prima e ha un atteggiamento pessimo al riguardo, con sfortunate conseguenze per Harvey e la ragazza che ha portato all'appuntamento, Jean.
Nel frattempo, Hilda contrae una malattia magica, che fa sì che tutto ciò che dice venga preso alla lettera e si avveri, facendo diventare Davy Jones dei Monkees ospite a casa loro.

## Streghe paesane
- Titolo originale: Witch Trash
- Diretto da: Peter Baldwin
- Scritto da: Nick Bakay e Robin Bakay

### Trama
Le Spellman si ritrovano in una faida con i loro cugini di campagna Racine, Boyd e Mama che desiderano il libro di magia di famiglia; usano la magia per sigillare la casa delle Spellman, intrappolando anche Harvey e Valerie oltre ai loro parenti. Alla fine la bisnonna risolve la faida.